# Шеца, Корла Богувер
Ко́рла Бо́гувер Ше́ца, немецкий вариант — Карл Траугот Шютце (в.-луж. Korla Bohuwěr Šěca, нем. Karl Traugott Schütze, 28 августа 1858 года, деревня Клюкш, Лужица, Германия — 17 ноября 1938 год, деревня Рахлов-под-Чернобогом, Лужица, Германия) — серболужицкий педагог, естествоиспытатель, краевед, писатель и публицист.
Родился 28 августа 1858 года в семье учителя в серболужицкой деревне Клюкш. После окончания начальной школы с 1872 года по 1877 год обучался в педагогическом училище в Будишине. С 1877 года по 1921 был учителем в серболужицкой деревне Рахлов-над-Чорнобогом. Занимался изучением лепидотерологией и краеведением южных и восточных местностей от Будишина. Участвовал со своей коллекцией бабочек на международной выставке. Публиковал научные и научно-популярные краеведческие статьи в немецких и серболужицких журналах.
Отец серболужицких краеведа Божидара Шецы и писателя Яна Шецы. 

## Сочинения
- Čłowjek w přirodźe.